# جوزف التینگ
جوزف التینگ (انگلیسی: Josef Elting؛ زادهٔ ۲۹ دسامبر ۱۹۴۴) بازیکن فوتبال اهل آلمان است.
از باشگاه‌هایی که در آن بازی کرده‌است می‌توان به باشگاه فوتبال شالکه ۰۴، باشگاه فوتبال کایزرسلاوترن، و باشگاه فوتبال رئال مورسیا اشاره کرد.